# Thievery Corporation
Thievery Corporation is een Amerikaans duo dat triphop-muziek maakt, met invloeden van dub, acid jazz, klassieke Indiase muziek en Braziliaanse muziek zoals bossanova. Het duo, Rob Garza en Eric Hilton uit Washington D.C., treedt ook op als dj's en heeft een eigen platenlabel, Eighteenth Street Lounge Music.
Ze hebben samengewerkt met een aantal bekende artiesten, waaronder Astrud Gilberto, David Byrne, Norah Jones, Emiliana Torrini, Lou Lou Ghelichkhani en Perry Farrell (Jane's Addiction).
Hun eerste single, 2001 A Spliff Odyssey (1996), werd gevolgd door het debuutalbum Sounds from the Thievery Hi-Fi (1997). Sindsdien hebben ze zeven vervolgalbums uitgebracht. Hun album Saudade kwam uit op 1 april 2014. Dit album staat helemaal in het teken van de Braziliaanse bossanova.
Daarnaast heeft Thievery Corporation ook een aantal dj-mixes uitgebracht. waaronder een cd in de DJ-Kicks-serie. 

## Leden
De band treed op in verschillende samenstellingen:

### Vaste artiesten
- Rob Garza – basgitaar, gitaar, toetsen, productie
- Eric Hilton – basgitaar, gitaar, toetsen, productie

### Muzikanten
- Jeff Franca – drums
- Rob Myers – sitar, gitar
- Frank Orrall – percussion, drums, zang
- Ashish "Hash" Vyas – basgitaar

### Zangers
- Natalia Clavier
- Lou Lou Ghelichkhani
- Shana Halligan
- Racquel Jones
- Mr. Lif
- Notch
- Puma
- SEE-I
- Karina Zeviani
- Elin Melgarejo

## Discografie

### Studio-albums
- Sounds from the Thievery Hi-Fi (1997)
- The Mirror Conspiracy (2000)
- The Richest Man in Babylon (2002)
- The Cosmic Game (2005)
- Versions (2006)
- Radio Retaliation (2008)
- Culture of Fear (2011)
- Saudade (2014)
- The Temple of I & I (2017)
- Treasures from the Temple (2018)
- Symphonik (2020)

### Compilatie-albums
- Dubbed Out in DC (1997)
- Covert Operations (1998)
- Abductions and Reconstructions (1999)
- Jet Society (1999)
- Rare Tracks: 18th Street Lounge (1999)
- DJ-Kicks: Thievery Corporation (1999)
- Thievery Corporation and Revolution Present: Departures (2000)
- Sounds from the Verve Hi-Fi (2001)
- Modular Systems (2001)
- Den of Thieves (2003)
- The Outernational Sound (2004)
- Frequent Flyer: Rio De Janeiro (2004)
- Babylon Rewound (2004)
- Frequent Flyer: Kingston Jamaica (2005)
- Red Hot + Latin: Silencio = Muerte Redux (2006)
- Changed To Lo-Fi (2006)
- Warning Shots: Digibox Set (2007)
- It Takes a Thief (2010)
- Treasures from the Temple (2018)
- Symphonik (2020)